# Aquae Calidae
Aquae Calidae était une colonie romaine de la province romaine de Maurétanie Césarienne. La ville romaine a été identifiée avec les ruines situées à Hammam Righa, dans la wilaya d'Aïn Defla, en Algérie. Ces ruines sont situées près de la ville ferroviaire de Boumedfaa, et se trouvent à proximité de la rivière Oued Djer dans la wilaya de Blida.

## Histoire
La colonie romaine fut fondée par Auguste et prospéra de 30 av. J.-C. jusqu'à environ 690 apr. J.-C., traversant le Royaume vandale et l'Empire romain jusqu'à l'Antiquité tardive.
L'empereur Auguste y établit une colonie pour ses vétérans, et la ville commença rapidement à prendre de l'importance. Auguste fonda également, sur l'actuel littoral de l'Algérie, les colonies romaines suivantes : Igilgili, Saldae, Tubusuptu, Rusazu, Rusguniae, Zuccabar et Gunugus. Toutes ces colonies étaient reliées à Aquae Calidae par des liens militaires et commerciaux solides.
L'importance d'Aquae Calidae – comme son nom l'indique – provenait de ses eaux chaudes (atteignant près de 50 °C) qui alimentaient les célèbres thermes romains locaux.
Pendant les siècles de domination romaine, Aquae Calidae était une petite mais prospère cité, dotée d'un forum, d'un théâtre, de thermes, d'une bibliothèque et d'aqueducs. Cependant, presque tout a disparu. Seule une nécropole près des remparts a révélé de nombreuses preuves du passé chrétien de la ville. Sous le règne de Septime Sévère, la population de la cité a probablement atteint 5 000 habitants.
Occupée par les Vandales au Ve siècle et partiellement endommagée, la ville fut reconquise par les Byzantins, réintégrant ainsi la Romanitas, et retrouva de l'importance au VIe siècle.
Cependant, après sa conquête par les Arabes vers 700, Aquae Calidae déclina progressivement et disparut presque entièrement au cours des deux siècles suivants.

## Cité identique
Carpis (en grec : Κάρπις) ou Carpi, une ville de Zeugitane, située sur le golfe de Carthage, au nord-est de Maxula, est mentionnée par Claude Ptolémée et Pline l'Ancien. Elle était probablement identique à Aquae Calidae.